# Azis
Azis (in bulgaro Азис?), pseudonimo di Vasil Trojanov Bojanov (in bulgaro Васил Троянов Боянов?; Sliven, 7 marzo 1978), è un cantante bulgaro.
Azis ha collaborato con altri cantanti pop-folk bulgari, come Gloria, Malina, Sofi Marinova, Toni Storaro e con artisti rap bulgari come Ustata e Vanko 1. Oltre a ciò, il suo repertorio comprende duetti con cantanti serbi, tra cui Indira Radić, Marta Savić e Jelena Karleuša.

## Biografia
È nato a Sliven, ma cresciuto a Kostinbrod e a Sofia (quartiere Banishora). Proviene da una famiglia rom. A 11 anni la sua famiglia si trasferì in Germania, dove fece il dog-sitter. In Germania imparò il tedesco e nacque sua sorella Matilda. Provò pure a realizzarsi come fotomodello. In una agenzia di moda conobbe Iuliana Kunceva, la quale divenne sua buonissima amica.
Le sue prime esibizioni furono in orchestre rom. Al grande pubblico fu reso noto dal produttore della Sunny Music Krum Krumov (Крум Крумов). Vasil andò da lui con un album di canti evangelici; Krumov gli concesse una chance perché egli era di religione evangelica. La popolarità la raggiunse con Men also cry. Ne seguirono circa una decina.

## Altre attività
Oltre alla sua carriera come cantante, ha partecipato senza successo alle elezioni parlamentari bulgare del 2005 come membro del partito EuroRoma (partito che rappresenta i rom bulgari).
Ha partecipato inoltre al programma televisivo VIP Brother 2.

## Discografia
- Pain (1999) - (Болка)
- Men also cry (2000) - (Мъжете също плачат)
- Tears (2001) - (Сълзи)
- AZIS (2002)
- The Best (2002)
- The Nude (2003) - (На голо)
- Kiss me + (2003) - (Целувай ме +/Celuvaj me)
- Nude (2003) - (На голо/Na golo)
- The king (2004) - (Кралят/Kraljat)
- Together (with Desislava) (2004) - (Заедно/Zaedno)
- 2005 (2005) - (2005)
- Duets (2005) - (Дуети/Dueti)
- Diva (2006) - (Дива/Diva)
- The Best 2 (2007)